# In Patagonia
In Patagonia (BR: Na Patagônia; PT: Na Patagónia) é um livro de viagens de Bruce Chatwin, lançado em 1977.

## Os preparativos
Em 1972, Chatwin foi contratado pela revista britânica The Sunday Times Magazine como consultor de arte e arquitetura. Sua ligação com a revista cultivou suas habilidades informativas e fez com que viajasse em muitas missões internacionais, escrevendo sobre assuntos tais como trabalhadores imigrantes argelinos e a Grande Muralha da China e entrevistando pessoas como André Malraux, na França e Nadezhda Mandelstam, na União Soviética.

## Prêmios
In Patagonia foi premiado com o Hawthornden Prize e o E. M. Forster Award.